# カーニヴァル (カーディガンズの曲)
「カーニヴァル」(Carnival) は、スウェーデンのバンド、カーディガンズが1995年に発表した楽曲。アルバム『ライフ』（1995年）からの第1弾シングルとしてリリースされた。
カップリング曲「MR.クロウリー」はオジー・オズボーンのカヴァーで、1994年のライヴ音源が使用されている。また、ヨーロッパ盤や日本盤にはピーター・スヴェンソンが作曲したインストゥルメンタル「エマーデイル」も収録された。

## 反響
イギリスでは1995年6月17日付の全英シングルチャートで72位となり、1995年12月には再浮上して最高35位を記録。オランダでは1995年12月16日付のシングル・チャートで初登場49位となり、翌週には44位を記録した。

## 他メディアでの使用例
「カーニヴァル」は、アメリカ映画『オースティン・パワーズ』（1997年公開）のサウンドトラックで使用された。また、日本では2005年にトヨタ・プリウスのCM"充電篇"で使用された。

## カヴァー
- KAI - アルバム『Feelin' This Way』（2010年）に収録[6]。
- LIL - 2010年8月25日に配信限定シングルとしてリリース[7]。アルバム『Synchronize』（2011年）にも収録された。
- 島袋寛子 - Coco d'Or名義のアルバム『Coco d'Or 3』（2011年）に収録[8]。
- 中納良恵 - スバル・エクシーガ クロスオーバー7のCMソングとしてカヴァー。音源化については未定。
- まちだガールズ・クワイア - カバーアルバム「MGC Classics vol.3」に収録